# Mory Kanté "Best of"
Mory Kanté "Best of", è la prima raccolta del cantante, musicista e compositore Mory Kanté. Contiene canzoni provenienti solo dal quinto, sesto e settimo album (rispettivamente: "Akwaba Beach", "Touma" e "Nongo Village"); i tre album più famosi di Kanté. Le uniche tre tracce non appartenenti a nessuno dei tre album sono tre remix: uno di "Warra Sima" (# 5), uno di "Yéké yéké" (# 13) ed uno di Mogo Djolo (# 14).

## Tracce
Elenco
1. Yeke Yeke (da "Akwaba Beach") – 4:00 (M. Kanté)
2. Bankiero (da "Touma") – 3:37 (M. Kanté)
3. Mogo Djolo (da "Nongo Village") – 3:57 (M. Kanté)
4. Krougnegne (da "Touma") – 4:03 (M. Kanté)
5. Warra Sima (Basil remix) – 4:15 (M. Kanté)
6. Mankene (da "Touma") – 4:46 (M. Kanté)
7. Touma (Wimowe) (da "Touma") – 4:20 (M. Kanté) – Tradizionale
8. Dia (da "Akwaba Beach") – 3:43 (M. Kanté)
9. Africa 2000 (da "Akwaba Beach") – 4:39 (M. Kanté)
10. Soumba (da "Touma") – 4:53 (M. Kanté)
11. Mansa Ya (da "Nongo Village") – 5:25 (M. Kanté)
12. Kissi Moba (da "Nongo Village") – 5:36 (M. Kanté)

### Bonus tracks
1. Yeke Yeke (Hardfloor radio edit) (dal film "The Beach")[2] – 3:00 (M. Kanté)
2. Mogo Djolo[3] (Extended dub mix) – 8:17 (M. Kanté)